# Новий Двур (Ходзезький повіт)
Новий Двур (пол. Nowy Dwór, нім. Neuhof) — село в Польщі, у гміні Шамоцин Ходзезького повіту Великопольського воєводства.
Населення — 201 особа (2011).
У 1975-1998 роках село належало до Пільського воєводства.

## Демографія
Демографічна структура станом на 31 березня 2011 року:
|          | Загалом | Допрацездатний вік | Працездатний вік | Постпрацездатний вік |
| -------- | ------- | ------------------ | ---------------- | -------------------- |
| Чоловіки | 96      | 26                 | 59               | 11                   |
| Жінки    | 105     | 26                 | 55               | 24                   |
| Разом    | 201     | 52                 | 114              | 35                   |